# Wellington Katzor de Oliveira
Wellington Katzor de Oliveira (nacido el 4 de septiembre de 1981) es un exfutbolista brasileño que se desempeñaba como centrocampista.
Jugó para clubes como el Santos, Internacional, Juventude, Hapoel Tel Aviv, São Caetano, Avispa Fukuoka, Giravanz Kitakyushu y Ratchaburi.

## Trayectoria

### Clubes
| Club                | País      | Año         |
| ------------------- | --------- | ----------- |
| Brasiliense         | Brasil    | 2001        |
| Santos              | Brasil    | 2002 - 2003 |
| Internacional       | Brasil    | 2004 - 2005 |
| Juventude           | Brasil    | 2006        |
| Hapoel Tel Aviv     | Israel    | 2007        |
| São Caetano         | Brasil    | 2007        |
| América             | Brasil    | 2008        |
| Avispa Fukuoka      | Japón     | 2009        |
| Giravanz Kitakyushu | Japón     | 2010        |
| Red Bull Brasil     | Brasil    | 2011        |
| Paulista            | Brasil    | 2011 - 2012 |
| Ratchaburi          | Tailandia | 2013 - 2014 |
| São Paulo           | Brasil    | 2014 - 2015 |
| Juventus            | Brasil    | 2015 -      |